# Варрезский вазописец

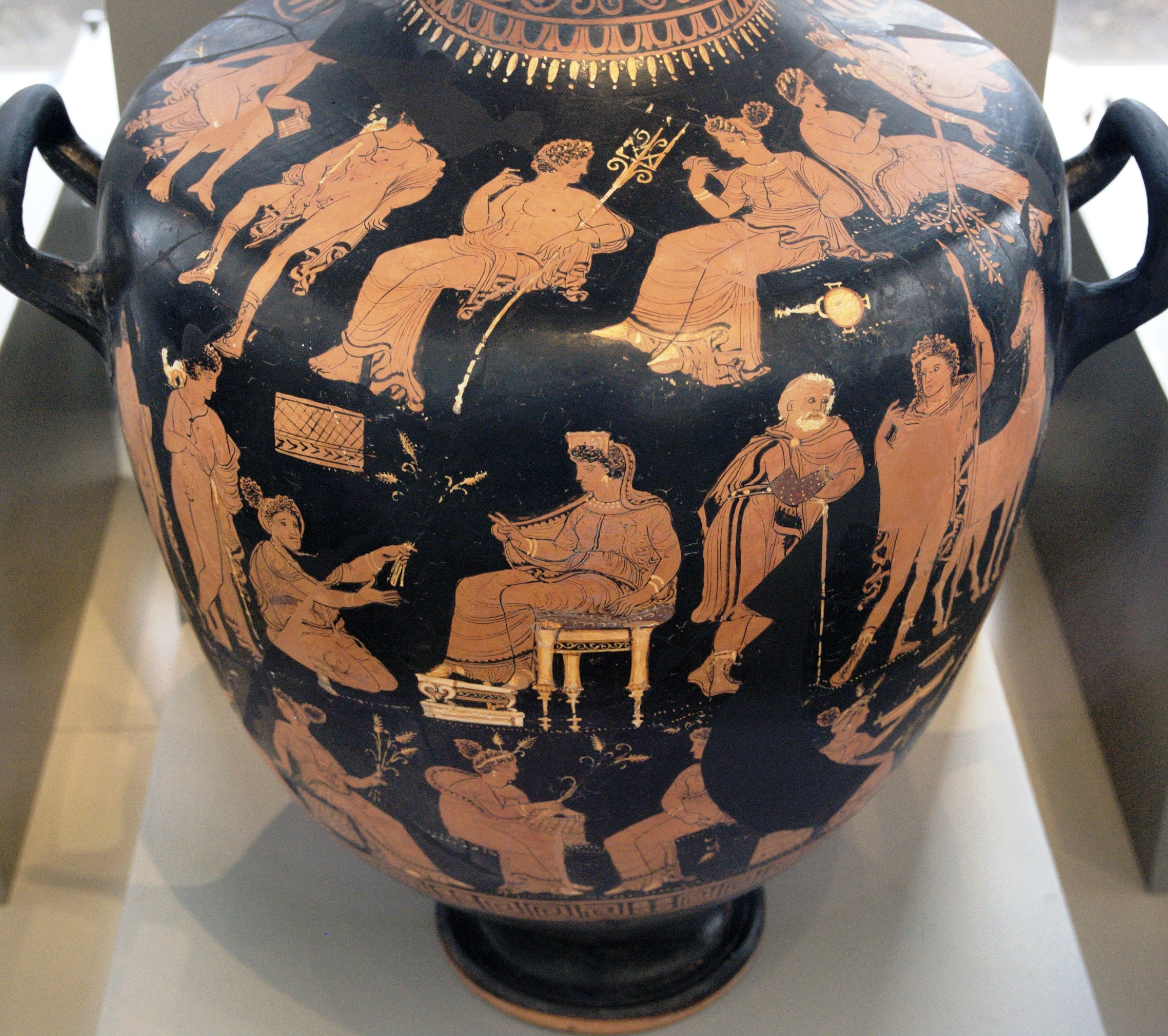
Так называемая Элефсинская гидрия, около 430 до н. э., Берлинское античное собрание

Варрезский вазописец — древнегреческий вазописец из Апулии, его работы датируются серединой 4 века до н. э.
Его условное название происходит от Варезского подземелья (комплекс скальных пещер) в Каноза-ди-Пулья (ныне Италия), в котором было найдено несколько ваз, приписываемых вазописцу. В целом его авторству принадлежит более 200 известных ваз. Ученые считают его одним из важнейших представителей своего периода. Влияние Варезского вазописца распространялось за пределы его непосредственного окружения, он почитался следующим поколением, в частности — вазописцем Дария.
Четверть ваз, отнесенных к наследию Варезского вазописца, — вазы больших габаритов, такие как гидрия, несторида, лутрофор, даже его ойнохои имеют значительные размеры. Остальные работы — кратеры и пелики.
Стилистически в вазописи Варезского вазописца выделяются 4 основных мотива:
- Обнажённые фигуры юношей, которые одной рукой придерживают одежду или сидят на сложенной ткани;
- Изображения женских стоящих фигур, обе ножки отчётливо видны под одеждой, поставленные одна за другой;
- Одетые женщины, одна из ножек стоит на более высоком уровне, чем другая. Верхняя часть торса склоняется вниз, а одна рука опирается на бедро;
- Сидящие женщины, одна ножка которых поставлена перед другой.